# Sääre (Saaremaa)
Koordinaten: 57° 55′ N, 22° 4′ O

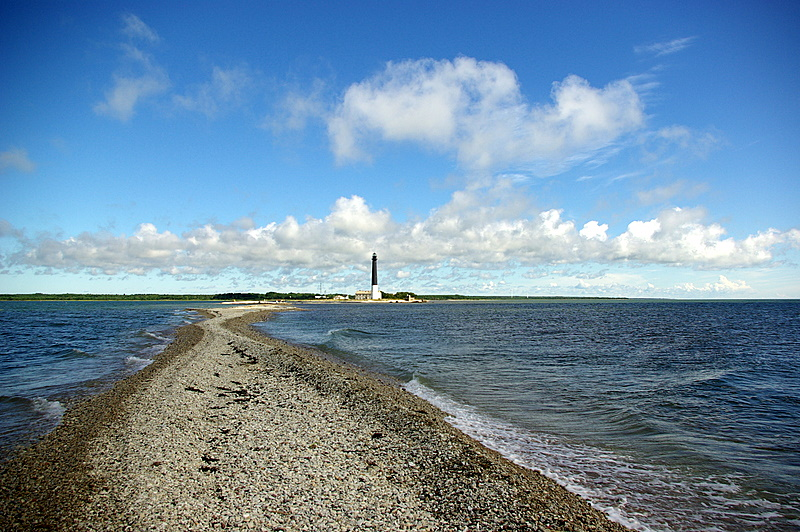
Blick von der Südspitze der Halbinsel auf den Leuchtturm

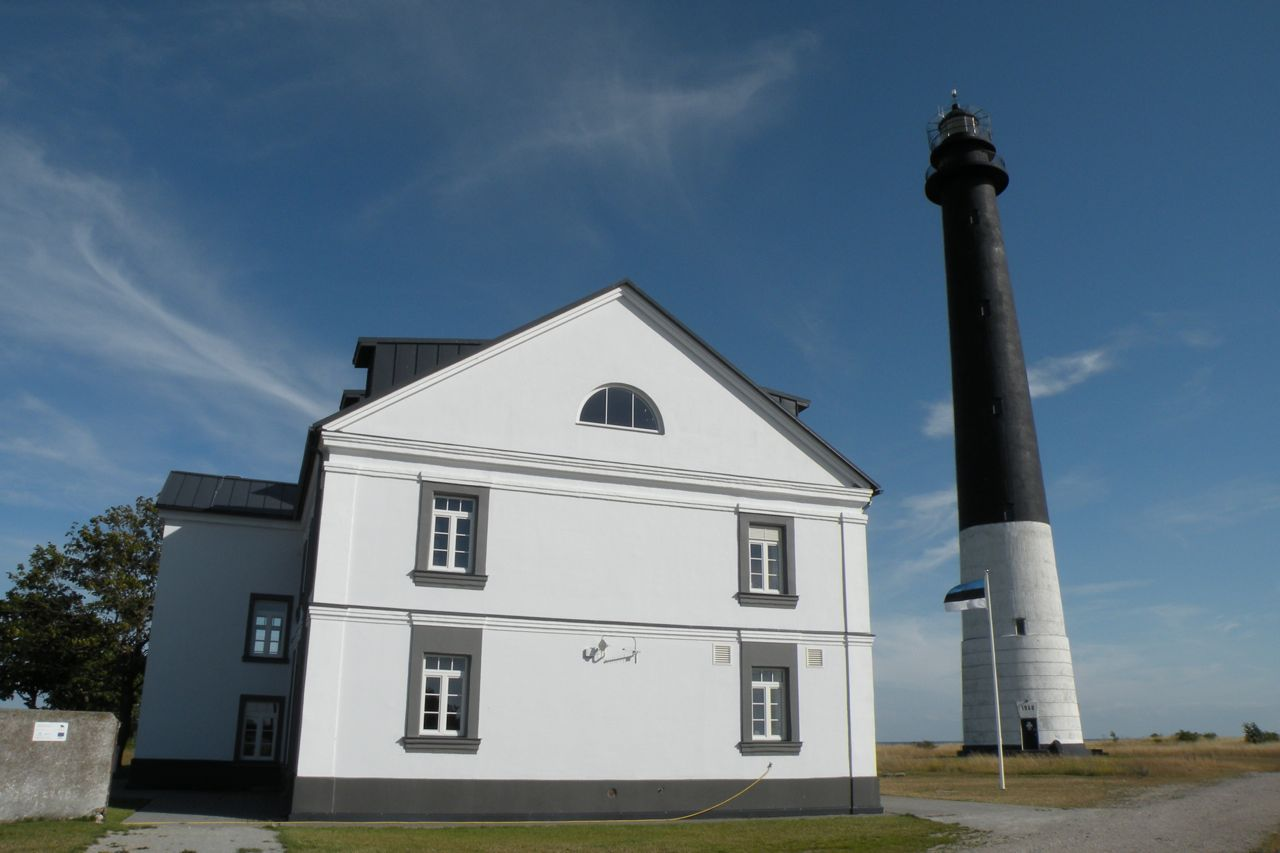
Leuchtturm mit Wärterhaus

Sääre (deutsch Zerell) ist ein Dorf (estnisch küla) auf der größten estnischen Insel Saaremaa. Es gehört zur Landgemeinde Saaremaa (bis 2017: Landgemeinde Torgu) im Kreis Saare.

## Beschreibung
Der Ort an der Südspitze der Halbinsel Sõrve hat heute keine Einwohner mehr (Stand 31. Dezember 2011). Südlich erstrecken sich die kleinen Inseln Siiasaar, Vesitükimaa und Lombimaa.
In Sääre mit seinem bekannten Leuchtturm, dem Sõrve tuletorn, befindet sich heute eine Vogelwarte.
Von dort aus kann man bei gutem Wetter über die Irbenstraße bis nach Kurland blicken.

## Geschichte
Bereits im Mittelalter ist für den Ort ein Hafen nachgewiesen. Von 1390 bis 1516 stand das Gebiet im Eigentum der Familie Korefer, anschließend gehörte es bis 1665 der Familie von Vietinghof. Letzter Privateigentümer vor der Enteignung im Zuge der Estnischen Landreform war der Politiker und Ingenieur Oskar von Ekesparre.
Im 13. Jahrhundert wurde am Ort eine Filialkirche des zehn Kilometer entfernten Gotteshauses von Jämaja errichtet. Sie wurde wahrscheinlich während des Großen Nordischen Krieges Anfang des 18. Jahrhunderts zerstört. Erhalten ist noch ein Grabstein von 1368.